# Вожа (нижний приток Колокши)
Вожа — река в России, протекает в Рыбинском районе Ярославской области. Правый приток Колокши.
Длина реки 16 км, водосборная площадь 42,9 км². Берёт начало в обширном болоте в междуречье Волги и Ухры, покрытом сетью осушительных каналов (один из каналов связывает реку с верховьями реки Инопаш). Течение проходит по лесной незаселённой местности. Течёт в основном на юг (вблизи истока и устья течёт на юго-восток). Впадает в Колокшу по правому берегу в 5 км от её устья, в 0,5 км к югу от деревни Фёдоровское.
В нижнем течении реки на более высоком правом берегу реки находятся бывшие деревни — урочища Екимовское, Пушково (Пушкова), Кармановская (в устье). От Пушкова до устья правый берег образует обрыв высотой до 15 м.

## Данные водного реестра
По данным государственного водного реестра России относится к Верхневолжскому бассейновому округу, водохозяйственный участок реки — Волга от Рыбинского гидроузла до города Кострома, без реки Кострома от истока до водомерного поста у деревни Исады, речной подбассейн реки — Волга ниже Рыбинского водохранилища до впадения Оки. Речной бассейн реки — (Верхняя) Волга до Куйбышевского водохранилища (без бассейна Оки).
Код объекта в государственном водном реестре — 08010300212110000010439.